# Abner Doubleday
Abner Doubleday (26. juni 1819 – 26. januar 1893) var en karriereofficer i De Forenede Staters hær og general i unionshæren under den amerikanske borgerkrig. Han skød det første skud i forsvaret af Fort Sumter, det indledende slag i borgerkrigen og havde en betydelig rolle i de tidlige kampe i slaget ved Gettysburg. Gettysburg var hans største bedrift, mens det, at generalmajor George G. Meade dagen efter lod ham erstatte af en anden, afstedkom et varigt fjendskab mellem de to mænd.
Efter krigen fik han patent på en sporvogn i San Francisco, som stadig kører. I sine sidste år i New Jersey var han et fremtrædende medlem og senere præsident for Theosophical Society. Hans mest varige krav på berømthed er den myte, at han opfandt baseball, som er blevet afvist af næsten alle sportshistorikere. Hertil kommer, at Doubleday selv aldrig hævdede noget sådant.

## Tidlige år
Doubleday blev ført i Ballston Spa i New York. Hans bedstefar havde kæmpet i den amerikanske uafhængighedskrig, og hans far Ulysses F. Doubleday repræsenterede Auburn, New York, i fire år i De Forenede Staters Kongres Abner fungerede som landmåler og civilingeniør i to år, inden han kom på West Point i 1838, og hvorfra han fik eksamen i 1842 som nr. 24 i en årgang på 56 kadetter. Han blev udnævnt til midlertidig sekondløjtnant i 3rd U.S. Artillery.

## Militære karriere

### Tidlige kommandoer og Fort Sumter
Doubleday gjorde i starten tjeneste i kystgarnisoner, derefter i den Mexicansk-amerikanske krig fra 1846 til 1848 og i Seminolekrigene fra 1856 til 1858. I 1852 giftede han sig med Mary Hewitt fra Baltimore. I 1858 blev han overført til Fort Moultrie i Charleston havn, men ved starten af borgerkrigen var han kaptajn og næstkommanderende for garnisonen på Fort Sumter under major Robert Anderson. Han sigtede med den kanon, som skød det første skud som svar på det konfødererede bombardement den 12. april 1861, der indledte krigen. Han omtalte siden sig selv om "Helten fra Sumter" for sin rolle.

### Brigade og divisionskommando i Virginia
Doubleday blev forfremmet til major den 14. maj 1861 og havde kommandoen over artilleriet i Shenandoahdalen fra juni til august og derefter over artilleriet i generalmajor Nathaniel P. Banks's division i Army of the Potomac. Han blev udpeget til brigadegeneral i den frivillige hær den 3. februar 1862 og blev overført til tjeneste i det nordlige Virginia, mens Army of the Potomac gennemførte Peninsula kampagnen.
Hans første kampopgave bestod i at lede 2. brigade i 1. division i III Korps i Army of Virginia under Nordlige Virginia kampagnen. I kampene ved Brawner's farm, lige inden det Andet slag ved Bull Run, tog han initiativ til at sende to af sine regimenter frem for at støtte brigadegeneral John Gibbon's brigade mod en større konfødereret styrke, hvorved kampen gik i stå. (Personligt initiativ var nødvendigt, da hans divisionschef, brigadegeneral Rufus King, var ukampdygtig på grund af et epileptisk anfald. Han blev erstattet af brigadegeneral John P. Hatch.) Hans mænd blev slået på flugt, da de mødte generalmajorJames Longstreets korps, men den efterfølgende dag, 30. august, overtog han kommandoen over hele divisionen, da Hatch var blevet såret og han førte sine mænd som dækning af hærens tilbagetrækning.
Doubleday førte igen divisionen, som nu var en del af I Korps i Army of the Potomac, efter Slaget ved South Mountain, hvor Hatch igen blev såret. I slaget ved Antietam førte han sine mænd ind i den morderiske kamp i majsmarken og West Woods, og en oberst beskrev ham som en "tapper officer ... bemærkelsesværdig koldblodig og helt i front under slaget." Han blev såret, da en artillerigranat eksploderede i nærheden af hans hest, som kastede ham til jorden i et voldsomt fald. Han blev forfremmet til midlertidig oberst i den regulære hær for sin indsats ved Antietam og blev i marts 1863 forfremmet til generalmajor i den frivillige hær med rang fra den 29. november 1862. I slaget ved Fredericksburg i december 1862 var hans division stort set ubeskæftiget. I løbet af vinteren blev I Korps reorganiseret, og Doubleday overtog kommandoen over 3. division. I Slaget ved Chancellorsville i maj 1863 blev divisionen holdt i reserve.

### Gettysburg
I begyndelsen af Slaget ved Gettysburg den 1. juli 1863 var Doubledays division den anden infanteridivision på slagmarken til at forstærke kavaleridivisionen under brigadegeneral John Buford. Da hans korpschef, generalmajor John F. Reynolds, blev dræbt meget tidligt i kampen, blev Doubleday korpsets chef. Hans mænd kæmpede godt, men et overvældende angreb fra de konfødererede styrker fik deres linje til at bryde sammen, og de strømmede tilbage gennem byen Gettysburg til den relative sikkerhed på Cemetery Hill syd for byen. Det var Doubledays fineste indsats under krigen. Fem timers kamp med 9.500 mand i kamp mod 10 konfødererede brigader, som var på over 16.000 mand. Syv af disse brigader havde tab, som lå på mellem 35 og 50%, hvilket giver en indikation af, hvor stærkt unionstropperne forsvarede sig. På Cemetery Hill kunne I Korps kun mønstre omkring en tredjedel af sine folk som klar til kamp, og korpset var grundlæggende ødelagt som kampstyrke i resten af slaget. Det blev nedlagt i marts 1864, og de overlevende enheder lagt sammen med andre korps.
Den 2. juli erstattede hærens øverstkommanderende generalmajor George G. Meade Doubleday som korpschef med generalmajor John Newton, en lavere rangerende officer fra et andet korps. Den tilsyneladende årsag var en rapport fra XI Korps' chef, generalmajor Oliver O. Howard, om, at det var Doubleday's korps, som først brød sammen og fik resten af linjen til at bryde sammen, men årsagen var nok også, at Meade længe havde foragtet Doubledays kampeffektivitet, helt tilbage fra slaget ved South Mountain. Doubleday blev ydmyget af denne irettesættelse og bar vedvarende nag til Meade, men han vendte tilbage til at kommandere en division og kæmpede godt i resten af slaget. Han blev såret i nakken på andendagen ved Gettysburg og fik en midlertidig forfremmelse til oberst i den regulære hær for sin indsats. Han anmodede formelt om at blive genindsat som leder af I Korps, men det afviste Meade, og Doubleday forlod Gettysburg den 7. juli for at tage til Washington. Doubleday vidnede mod Meade for Kongreskomiteen om krigens førelse.

### Washington
Doubleday udførte fortrinsvis administrative opgaver ved forsvaret af Washington, D.C., hvor hans eneste tilbagevenden til kamp bestod i at føre en del af forsvaret imod angrebet fra den konfødererede generalløjtnant Jubal A. Early i Shenandoah kampagnen i 1864. Mens han var i Washington, vidnede Doubleday for det fælles kongresudvalg om krigens førelse imod George Meade og kritiserede ham skarpt for hans håndtering af slaget ved Gettysburg.

## Karriere efter krigen
Efter borgerkrigen afmønstrede Doubleday den frivillige hær den 24. august 1865 og vendte tilbage til den regulære hær med rang af oberstløjtnant. Han blev oberst for 35th U.S. Infantry i september 1867. Han var udstationeret i San Francisco fra 1869 til 1871, og han fik patent på den sporvogn, som stadig kører der. Han fik rettighederne til at drive sporvognen, men overgav sine rettigheder til andre, da han blev forflyttet. I 1871 havde han kommandoen over det 24th Infantry Regiment, som udelukkende bestod af sorte soldater, i Texas. Han lod sig pensionere fra hæren i 1873, og fra 1878 boede han i Mendham i New Jersey,hvor han samme år blev et prominent medlem af det teosofiske selskab (Theosophical Society). Da to af grundlæggerne af dette selskab, Helena Blavatsky og Henry Steel Olcott, flyttede til Indien i slutningen af året, blev han konstitueret som præsident for den amerikanske afdeling.
Doubleday døde af en hjertesygdom i Mendham, og ligger begravet på Arlington National Cemetery i Arlington, Virginia.

## Arv
Doubleday udgav to vigtige værker om borgerkrigen: Reminiscences of Forts Sumter and Moultrie (1876), og Chancellorsville and Gettysburg (1882). Den sidste var et bind i serien Campaigns of the Civil War.
Doubledays vanskeligheder ved at træffe beslutninger som leder gav ham øgenavnet "Forty-Eight Hours."

## Yderligere læsning
- Doubleday, Abner, Chancellorsville and Gettysburg, New York: C. Scribner's Sons, 1882.